# ミゲル・デ・ラ・グルア・タラマンカ

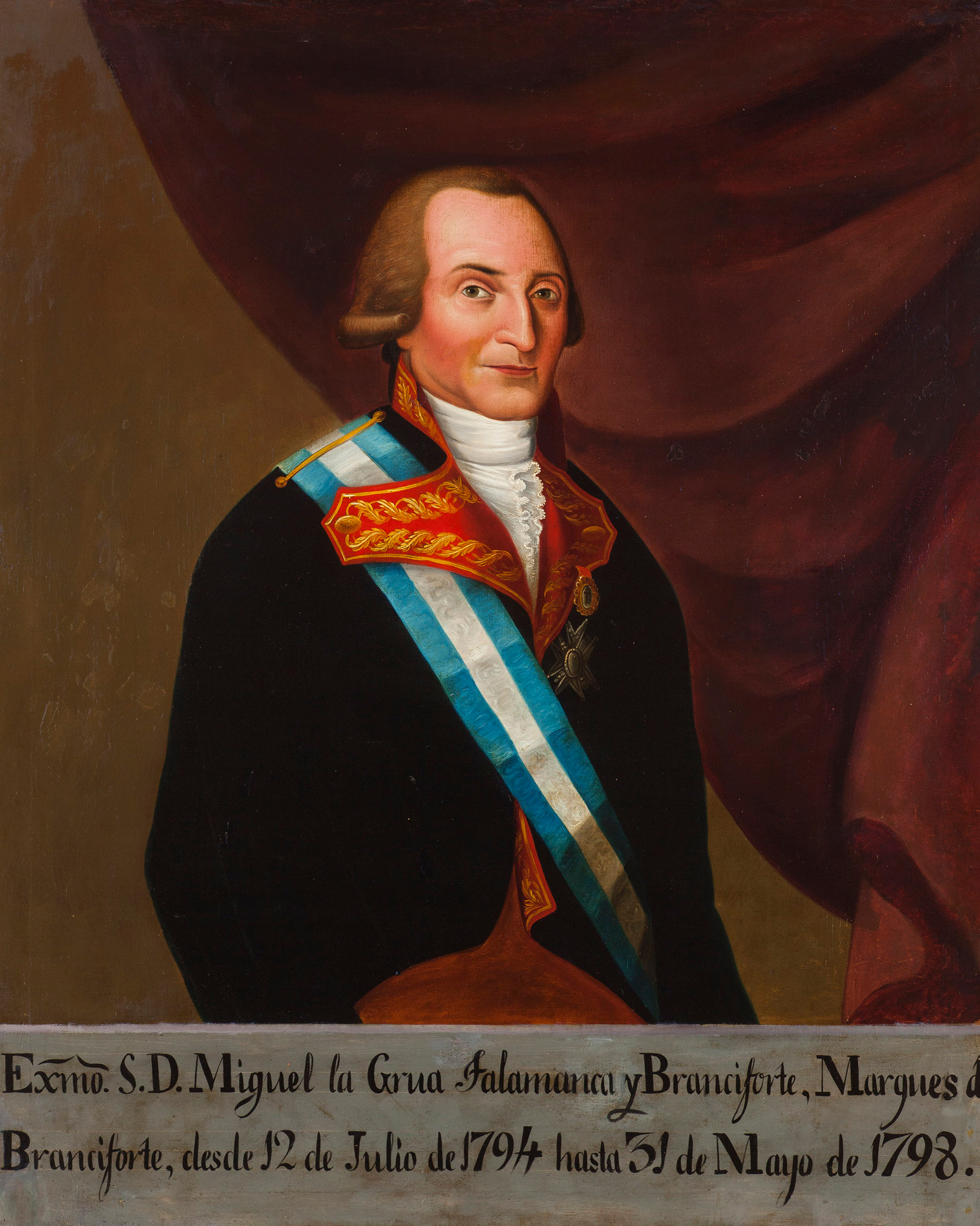
ミゲル・デ・ラ・グルア・タラマンカ

初代ブランシフォルテ侯爵ミゲル・デ・ラ・グルア・タラマンカ（Miguel de la Grúa Talamanca, I Marqués de Branciforte、1750年ごろ - 1812年6月1日）は、シチリア出身の貴族で、第53代ヌエバ・エスパーニャ副王（1794-1798年）をつとめた。イタリア語ではミケーレ・ラ・グルア・タラマンカ（Michele La Grua Talamanca）という:332。

## 生涯

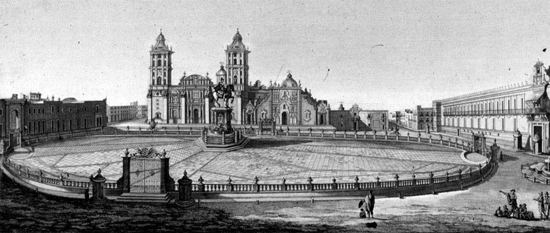
メキシコシティ中央広場の様子（1803年）

シチリア島のパレルモで生まれた。ラ・グルア・タラマンカ家 (it:La Grua) はシチリア貴族の家柄で、父は第5代カリーニ大公、母はルクレツィア・ブランチフォルテだった。1784年から1787年にかけてカナリア諸島総監兼アウディエンシア長官をつとめた。
1790年にマヌエル・デ・ゴドイの姉のマリア・アントニアと結婚した。ゴドイがスペイン王カルロス4世の宰相になったため、その義兄であるラ・グルア・タラマンカはスペインで高い地位を得た。彼は金羊毛騎士団の騎士に叙任され、またサンティアゴ騎士団にも叙任された。これはカルロス4世時代の情実人事を象徴する出来事だった。
1794年にレビジャヒヘド伯爵フアン・ビセンテ・デ・グエメスの後任のヌエバ・エスパーニャ副王に任命された。彼の統治は私腹を肥やすために行われ、官職や軍隊の階級を金で売ったという批判が強い。
彼はマヌエル・トルサによるカルロス4世の騎馬像を作らせた:333。植民地時代に像は中央広場（今のソカロ）にあったが、現在のメキシコではエル・カバジート (es:El Caballito (estatua)) と呼ばれ、国立美術館(MUNAL)の外のマヌエル・トルサ広場に置かれている。
1794年、ラ・グルア・タラマンカはカリフォルニア総督ディエゴ・デ・ボリカ (Diego de Borica) に命じて、アルタ・カリフォルニアにサンノゼとロサンゼルスに次ぐ3番目の、そして植民地時代最後の町（プエブロ）を築いた。町は1797年7月に設立され、副王の名にもとづいてビジャ・デ・ブランシフォルテと名付けられた（今のサンタクルーズ東部）。この町の建設は1789年のヌートカ事件 (Nootka Crisis) 以来の、イギリスの手から北アメリカ太平洋岸を守ろうとするスペインの努力のひとつだったが、人口が極端に少なく、成功しなかった。
1795年にフランスとの平和条約が結ばれ、翌年イギリスとの戦争が発生すると、メキシコシティからオリサバに移った。
1798年に後任の副王ミゲル・ホセ・デ・アサンサが就任し、ラ・グルア・タラマンカはスペインに帰国した。
1799年にはスペインのグランデの特権を得た。1805年には国務会議の議員に任命された。
1808年の半島戦争中にはジョゼフ・ボナパルト（スペイン王ホセ1世）の側を支持した。マルセイユで1812年に没した。娘で画家のカルロータがブランシフォルテ侯爵の爵位をついだ。